# Dysaphis sharmai
Dysaphis sharmai är en insektsart. Dysaphis sharmai ingår i släktet Dysaphis och familjen långrörsbladlöss. Inga underarter finns listade i Catalogue of Life.